# Стеголл, Чарлз
Чарлз Стеголл (англ. Charles H. Steggall; 3 июня 1826 — 7 июня 1905) — британский органист и композитор.
Учился в кембриджском Тринити-колледже, а затем c 1847 г. у У. С. Беннета в Королевской академии музыки. В 1851 г. получил степень доктора музыки и до 1903 г. был профессором органа и гармонии. Служил органистом в различных соборах, в том числе с 1864 г. и до конца жизни в часовне Линкольнс-Инн (где его сменил сын, Реджиналд Стеголл). Вместе со своим учителем Беннетом стоял у истоков лондонского Баховского общества (в дальнейшем преобразованного в лондонский Баховский хор) и, в частности, внёс значительный вклад в популяризацию в Англии баховских «Страстей по Матфею». В 1850-70-е гг. часто выступал в Лондоне и окрестностях с лекциями на музыкальные темы, в 1864 г. стал одним из основателей Лондонского колледжа органистов. Автор-составитель ряда сборников церковной музыки, из которых наибольшее значение имела новая редакция собрания «Гимны старинные и современные» (англ. Hymns ancient and modern; 1904).